# Miguel Alemán González
Miguel Alemán González (29 de abril de 1884-20 de marzo de 1929) fue un militar mexicano que participó en la Revolución mexicana.

## Inicios
Nació el 29 de abril de 1884 en Acayucan, Veracruz, siendo hijo de Cristóbal Alemán Molina y Francisca González Montiel. A principios del siglo XX contrajo matrimonio con Tomasa Valdés y estableció su hogar en Sayula, que fue tierra entrañable para su familia pues en este poblado nacieron sus hijos Antonio, Miguel Alemán Valdés (Presidente de México) y Carlos. Simpatizante y militante de los grupos liberales desde principios del siglo, en 1906 participó en la sublevación campesina en Acayucan, bajo las órdenes de Hilario C. Salas, en protesta del traspaso de terrenos a favor de la Casa Pearson.

## Maderismo y Constitucionalismo
En 1910 se unió al maderismo, levantándose contra Porfirio Díaz. Tras el asesinato de Francisco I. Madero suscribió la proclama de los Tuxtlas el 7 de junio de 1913, junto con otros jefes rebeldes de la región, desconociendo al régimen de Victoriano Huerta. Se levantó en armas adhiriéndose al Constitucionalismo, y operó en la serranía de los Tuxtlas. En 1915 permaneció leal a Venustiano Carranza, quién lo comisionó para reforzar las tropas del General Álvaro Obregón; participó entonces en la Batalla de Celaya, donde las fuerzas comandadas por el General Francisco Villa sufrieron una derrota decisiva.

## Escobarismo
Fue ascendido a General de División. En 1920 se adhirió al movimiento de Agua Prieta. Por sus convicciones antirreeleccionistas, volvió a levantarse en armas en 1928; fue perseguido y cercado por las tropas gubernistas, pero, antes de caer preso, se suicidó en Mata de Aguacatillo, Veracruz, el 20 de marzo de 1929.
La noticia aparece en las primeras planas de los principales diarios de México del 21 de marzo de 1929: “Jesús M. Aguirre fue capturado ya. Hubo un Consejo Sumario. El General Alemán murió en un encuentro con las tropas que lo perseguían. La campaña en la zona de Veracruz ha terminado”. Se refería al fin de la rebelión escobarista, que con el Plan de Hermosillo, había sido secundada en Veracruz desde los primeros días de marzo de aquel año para luchar “en contra de la mascarada de Querétaro (…) a favor de Pascual Ortiz Rubio y la situación de continuidad que el general Calles quiere establecer”. Se desconocía por lo tanto el gobierno provisional de Emilio Portes Gil. Calles, quien había sido designado titular de la Secretaría de Guerra y Marina el mismo día de la proclama de dicho plan (3 de marzo), envió inmediatamente al general Miguel M. Acosta a combatir el levantamiento en dicho estado y al general Juan Andreu Almazán a sofocarlo en el norte del país.
Los detalles del levantamiento eran seguidos por la opinión pública con el máximo interés, desde días atrás, cuando el general Acosta informaba a sus superiores, Portes Gil y Calles, de la persecución de que eran objeto los ya declarados exgenerales Aguirre y Alemán; para concluir con la noticia a la que nos hemos referido, que provenía de un cable telegráfico recibido en Chapultepec, enviado por el general Acosta, Jefe de las Operaciones militares en el Estado de Veracruz: “Tengo el honor de confirmar a usted, ampliando mi mensaje de ayer, que hoy por la mañana, las fuerzas del Gral. Antonio Portas, a las órdenes del Gral. retirado Marcelino Reyes, tomaron contacto con el pequeño grupo que sigue al infidente Aguilar, muriendo en ese encuentro el ex Gral. Miguel Alemán y el cabecilla Brígido Escobar. Queda perdido en el bosque el traidor Aguirre con el ex Coronel Méndez (…) Todas nuestras tropas se dedican actualmente a buscar a Aguirre, quien seguramente se halla escondido en la maleza, siendo segura su captura porque desconoce por completo el terreno y está sin guías y sin elementos de vida”. Otro cable, enviado desde Aguacatillo (en realidad Mata de Aguacatilla), informaba más tarde de su captura.

## Muerte
El general Miguel Alemán González murió el 20 de marzo de 1929 en Mata de Aguacatilla, Veracruz, aunque han existen dos versiones: por suicidio realizado cuando se escapaba a través del bosque y la más aceptada es que fue quemado vivo mientras el General Miguel Acosta prendía fuego al bosque en donde se escondía durante la batalla. Fue sepultado en Acayucan, Veracruz el 25 de marzo de 1937.
Su hijo Miguel Alemán Valdés, fue el 53.er Presidente de México de 1946 a 1952.